# Klimbalans
Klimbalans is een uitdrukking voor de manier waarop een klimmer in balans blijft. Bij het klimmen speelt dit evenwicht van het lichaam een zeer belangrijke rol. Is de balans niet goed, dan kan een val het gevolg zijn. 
Net als bij andere bewegingen moet men aan belangrijke voorwaarden voldoen om niet te vallen. Als het zwaartepunt goed wordt ondersteund, is men in evenwicht en zal men niet vallen. Dat zwaartepunt is afhankelijk van lichaamshouding, lichaamsbouw en gedragen materiaal (zoals een rugzak) en verschuift naargelang de gemaakte beweging.
Normaal ligt het zwaartepunt rond de navelhoogte. Een hulpmiddel om een evenwichtiger draagvlak te verkrijgen is de voeten iets uit elkaar zetten. Bij klimbewegingen bestaat het houden van het evenwicht door continu rekening te houden met het veranderen van het zwaartepunt. Ervaring en oefening spelen hierbij een zeer grote rol.